# Maurice Loeper
Maurice René Marie Loeper, né le 27 décembre 1875, boulevard Saint-Germain à Paris et mort le 26 avril 1961 à Paris, est un médecin, professeur de médecine français.

## Biographie
Maurice Loeper est élève au collège Stanislas, étudiant à la faculté de médecine, externe, puis interne en 1898 à l'hôpital Tenon et à l'Hôtel-Dieu. Il est successivement l'interne de Fournier, Gaucher, Brault, Launois, Achard et Debove. Il est médaille d'or en 1902. Il est chef de clinique de Dieulafoy qui préside sa thèse de docteur en médecine portant sur l'étude du mécanisme régulateur de la composition du sang en 1903.
Maurice Loeper est moniteur aux travaux pratiques d'anatomie pathologique en 1899, chef de clinique médicale en 1906, professeur agrégé en 1907, médecin des hôpitaux en 1909. 
Pendant la première guerre mondiale,  il est affecté à Troyes, médecin de l'hôpital militaire et médecin consultant de la région. La guerre achevée, il devient successivement chef de service à Boucicaut, Tenon, La Pitié et Sainte-Anne, professeur de thérapeutique en 1927 et professeur de clinique en 1935.
Ses travaux d'ordre expérimental, clinique et thérapeutique, ont trait à l'étude du sang et des humeurs, à la leucocytose, à la pathogénie des œdèmes et des polyuries, à l'anatomie pathologique et à la pathogénie des glandes surrénales et au rôle de l'adrénaline, à la glycogénie et à la fonction adipogénique, à la pathologie du rein et de l'intestin, à la goutte et à son traitement hydro-minéral, au système nerveux, aux infections, à la bactériologie et à la parasitologie.

## Famille
Maurice Loeper épouse Camille Courtès-Lapeyrat en 1912. Il est le père de Jacques Loeper, médecin. 
Une de ses sœurs est biologiste et son cousin germain Jean Tremolières dirigeait une unité de l’INSERM.

## Œuvres et publications

### En collaboration
Maurice Loeper, Léon Michaux et Stanislas de Sèze, Le complexe lipo-protéique du sang et l’anémie néoplasique. Bull, et Mém. Soc. méd. Hôp. Paris, t. XLVI, 1930, p. 162.

## Distinctions et reconnaissance
- Commandeur de la Légion d'honneur en 1934 au titre du ministère de l'éducation nationale[5].

- Prix Montyon 1941[6].

## Sociétés savantes
- Membre élu en 1933[7], puis Président de l'Académie de médecine en 1953.
- Président-fondateur de l'Union Internationale de Thérapeutique en 1933.
- Président-fondateur de la fédération de la presse médicale latine, en 1926, qui regroupe tous les journaux de médecine rédigés dans une des langues latines (espagnol, français, italien, portugais et roumain).
- Membre de la Société de biologie[8].